# Gottex
Gottex és un fabricant israelià de vestits de bany de luxe amb seu a la ciutat de Tel-Aviv a Israel.
Gottex va ser fundada a Tel-Aviv, Israel, el 1956 per Leah Gottlieb, la qual va dirigir l'equip de disseny fins a 1998. Leah va adaptar la seva experiència com a fabricant de impermeables, per crear una empresa de vestits de bany pionera. Leah va vendre el seu anell de noces per aconseguir capital, va importar teixits, va prendre prestada una màquina de cosir i va començar a dissenyar vestits de bany.
Durant l'ocupació alemanya d'Hongria Leah es va veure forçada a fugir amb el seu marit i filles d'un lloc a un altre. A més dels vestits de bany, Gottex produeix caftans, túniques i pantalons, combinant els vestits de bany i la roba de platja. Gottex és una empresa pionera en el sector dels vestits de bany equipats amb sostenidors de copa dura. La companyia és coneguda per fer servir teles innovadores.
El 1975 la companyia va entrar en contacte amb les cases de moda de Yves Saint Laurent i Pierre Cardin, els quals buscaven fabricar els seus vestits de bany. En aquella mateixa època, l'empresa va expandir la seva activitat i va començar a produir vestits de bany per a home i per a nens, llençols, tovalloles i cortines.
En els anys 1980 els vestits de bany de Gottex van ser portats per la Princesa Diana de Gal·les, la Reina Sofia d'Espanya, l'actriu nord-americana Elizabeth Taylor, i per la model Brooke Shields.
El 1993 Gottex va ser el principal exportador de vestits de bany cap als Estats Units. El 1997, magnat rus Lev Levàyev, propietari de l'empresa Africa-Israel Group, va adquirir Gottex. Segons l'institut d'exportació israeliana, les exportacions de vestits de bany van sumar un total de 44$ milions de dòlars nord-americans el 1999.